# Giuseppe Saronni
Giuseppe Saronni (Novara, 22 de setembre de 1957) és un ciclista italià, ja retirat, que fou professional entre 1977 i 1990. Els seus germans Antonio i Alberto també foren ciclistes professionals.
Com a ciclista amateur va prendre part en els Jocs Olímpics d'Estiu de 1976, on fou cinquè en la prova de persecució per equips. En el seu extens palmarès, amb 195 victòries, destaca el campionat del món de ciclisme de 1982, dos Giro d'Itàlia (1979 i 1983), 24 etapes en aquesta mateixa cursa, 2 etapes a la Volta a Espanya i clàssiques com la Milà-Sanremo (1983), Volta a Llombardia (1982) o la Fletxa Valona (1980).
Durant la seva carrera esportiva establí una forta rivalitat amb el també italià Francesco Moser, a l'estil a la que s'havia establert anteriorment entre Alfredo Binda i Learco Guerra, i Fausto Coppi amb Gino Bartali.
Una vegada retirat continuà vinculat al ciclisme com a director esportiu de l'equip Lampre, Panaria-Vinavil i Mapei.

## Equips que ha dirigit
- 1992-1995. Lampre
- 1996. Panaria-Vinavil
- 1997-1998. Mapei
- 1999-2014 Lampre

## Palmarès
- 1977
  - 1r al Giro del Veneto
  - 1r al Giro de Sicília
  - 1r als Tre Valli Varesine
  - 1r al Giro del Friül
  - 1r al Trofeu Pantalica
- 1978
  - 1r a la Tirrena-Adriàtica i vencedor d'una etapa
  - 1r a la Coppa Agostoni
  - 1r al Giro de Puglia
  - 1r al Giro de Campània
  - 1r al Trofeu Pantalica
  - 1r al Tour d'Indre i Loira
  - 1r a la Ruta d'Or i vencedor d'una etapa
  - Vencedor de 3 etapes al Giro d'Itàlia
- 1979
  -  1r al Giro d'Itàlia, vencedor de 3 etapes i  1r de la Classificació per punts
  - 1r al Campionat de Zúric
  - 1r al Tour de Romandia i vencedor de 2 etapes
  - 1r al Gran Premi del Midi Libre i vencedor de 2 etapes
  - 1r als Tre Valli Varesine
  - 1r al Trofeu Baracchi (amb Francesco Moser)
  - 1r al Gran Premi del cantó d'Argòvia
  - 1r al Gran Premi Ciutat de Camaiore
  - Vencedor de 2 etapes a la Volta a Catalunya
  - Vencedor d'una etapa a la Tirrena-Adriàtica
  - Vencedor d'una etapa a la Ruta d'Or
- 1980
  -  Campió d'Itàlia en ruta
  - 1r a la Fletxa Valona
  - 1r als Tre Valli Varesine
  - 1r a la Copa Bernocchi
  - 1r al Giro de Puglia
  - 1r al Giro de Campània
  - 1r al Trofeu Pantalica
  - 1r al Gran Premi de la indústria i l'artesanat de Larciano
  - 1r als Sis dies de Milà (amb Patrick Sercu)
  - Vencedor de 7 etapes al Giro d'Itàlia i  1r de la Classificació per punts
  - Vencedor d'una etapa a la Tirrena-Adriàtica
- 1981
  - 1r al Giro de Romagna
  - 1r al Trofeu Laigueglia
  - 1r a la Copa Bernocchi
  - 1r al Gran Premi Ciutat de Camaiore
  - 1r al Giro de l'Etna
  - Vencedor de 3 etapes al Giro d'Itàlia i  1r de la Classificació per punts
  - Vencedor de 2 etapes a la Tirrena-Adriàtica
  - Vencedor d'una etapa a la Ruta d'Or
- 1982
  -  Campió del món de ciclisme en ruta
  - 1r a la Volta a Llombardia
  - 1r a la Volta a Suïssa i vencedor d'una etapa
  - 1r a la Tirrena-Adriàtica i vencedor de 2 etapes
  - 1r al Giro del Trentino i vencedor d'una etapa
  - 1r al Giro de Sardenya
  - 1r a la Milà-Torí
  - 1r a la Copa Agostoni
  - 1r de la Copa Sabatini
  - 1r al Trofeu Pantalica
  - Vencedor de 3 etapes al Giro d'Itàlia
  - Vencedor d'una etapa a la Ruta d'Or
  - 1r als Sis dies de Milà (amb René Pijnen)
- 1983
  -  1r al Giro d'Itàlia, vencedor de 3 etapes i  1r de la Classificació per punts
  - 1r a la Milà-Sanremo
  - 1r al Giro del Valdarno
  - Vencedor de 2 etapes a la Volta a Espanya
- 1985
  - 1r al Trofeu Pantalica
  - Vencedor de 2 etapes al Giro d'Itàlia
- 1986
  - 1r a la Setmana ciclista internacional
  - 1r al Trofeu Baracchi (amb Lech Piasecki)
- 1987
  - 1r a la Milà-Vignola
  - Vencedor d'una etapa a la Tirrena-Adriàtica
- 1988
  - 1r als Tre Valli Varesine
  - 1r al Giro de Puglia
- 1990
  - 1r al Giro de la Província de Reggio de Calàbria

### Resultats al Giro d'Itàlia
- 1978. 5è de la classificació general. Vencedor de 3 etapes
- 1979. 1r de la classificació general. Vencedor de 3 etapes.  1r de la Classificació per punts
- 1980. 7è de la classificació general. Vencedor de 7 etapes.  1r de la Classificació per punts
- 1981. 3r de la classificació general. Vencedor de 3 etapes.  1r de la Classificació per punts
- 1982. 6è de la classificació general. Vencedor de 3 etapes
- 1983. 1r de la classificació general. Vencedor de 3 etapes.  1r de la Classificació per punts
- 1984. 16è de la classificació general
- 1985. 15è de la classificació general. Vencedor de 2 etapes
- 1986. 2n de la classificació general
- 1987. No surt (17a etapa)
- 1988. 27è de la classificació general
- 1989. 75è de la classificació general
- 1990. 45è de la classificació general

### Resultats a la Volta a Espanya
- 1983. Abandona (17a etapa). Vencedor de 2 etapes
- 1984. Abandona (15a etapa)
- 1989. Abandona (5a etapa)
- 1990. Abandona (12a etapa)

### Resultats al Tour de França
- 1987. Abandona (13a etapa)